# Corneille de Lyon

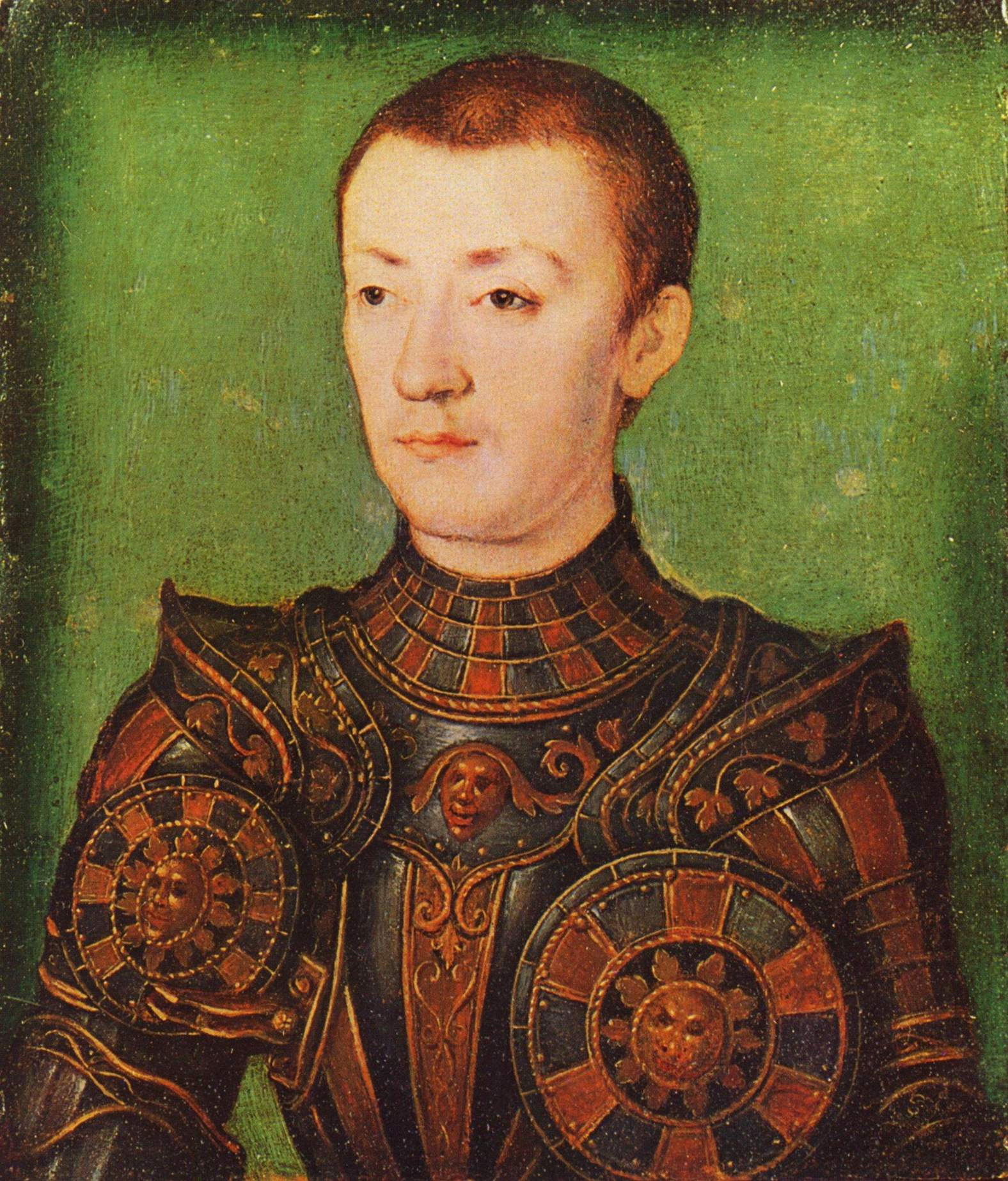
Retrat d'Enric II de França, h. 1536 (Galeria Estense de Mòdena).

Corneille de Lyon (l'Haia, principis del segle xvi - Lió, enterrat el 8 de novembre de 1575)) va ser un pintor francès d'origen neerlandès. A França i als Països Baixos encara és conegut com a Corneille de la Haye (Corneille de l'Haia), nom pres del seu lloc de naixement.

## Biografia
Se sap poc de la seva vida, reconstruint-se a partir de diversos documents que ho esmenten. De fet, fins al segle xix no era reconegut com una personalitat artística individual per la història de l'art. Corneille va néixer a l'Haia. Per l'estil dels seus quadres i la seva tècnica a l'oli, es creu que es va haver de formar als Països Baixos. Va estar actiu des de 1533 fins a la seva mort a Lió, França, ciutat on va romandre gran part de la seva vida. El primer esment documental que hi ha d'ell ho situa a Lió en 1534; aquest any ho va visitar el poeta Jean Second. En 1541 va ser nomenat pintor oficial del delfí. Es va naturalitzar francès en 1547, apareixent documentada l'Haia com el seu lloc de naixement. Va ser majordom del rei, títol que apareix en 1551. En 1564 va ser visitat per Catalina de Médicis a Lió. L'última vegada que se li esmenta en els documents és del 30 de març de 1574, apareixent com a pintor i ajuda de càmera del rei («Peintre et Valet de Chambre du Roi»); va morir poc després.
Va haver de ser un pintor que va estar molt de moda, perquè s'esmenten nombroses còpies dels seus quadres. En el seu taller van treballar també el seu fill i la seva filla, destacant la fama d'aquesta última com a pintora. Va influir en altres artistes, com l'anomenat «Maestro de Rieux-Châteauneuf».

## Estil
Es consideren obra de Corneille de l'Haia una sèrie de retrats en bust del mateix estil. Els personatges retratats eren membres de les classes altes franceses. Serveix de referència fonamental a l'hora d'identificar-los el retrat de Pierre Aymeric, en el revers del qual està escrit que va ser pintat en 1533 per Corneille de l'Haia. La reconstrucció de la seva obra es deu, sobretot, a l'estudiós H. Bouchot, a partir d'una sèrie d'obres que estaven en l'anomenada «col·lecció Roger de Gaignières» (1642-1715), venuda en 1715 per encàrrec del rei.
Els retrats de Corneille són gairebé miniatures a escala, per la minuciositat amb la qual estan treballats i el seu estil refinat. La seva grandària va des d'una postal fins a 20 per 25 cm. Corneille va treballar a l'oli sobre panells de fusta. Les àrees de les cares són tractades molt finament, mentre que els fons verdosos (o blaus) es pinten més espessos. S'observen semblances amb l'obra de Hans Holbein, la qual cosa apunta a l'ús de marcs de calc per part de tots dos pintors.
El Museu del Louvre, a París, i el Museu Metropolità d'Art de Nova York són dos bons llocs per estudiar la seva obra. El Museu de Belles arts de Boston té dos exemples bons, però rares vegades formen part de la col·lecció exposada.

## Obres
Són tot retrats en bust. No existeix certesa suficient de la seva autoria sobre cap dibuix.
- Retrat de dona, 1530-40, Museu del Hermitage, Sant Petersburg
- Retrat de Gabrielle de Rochechouart, h. 1574, Museu Condé, Chantilly
- La Senyora de Lansac, Chantilly
- Charles de la Rochefoucauld, comte de Randan, Museu del Louvre
- Charles de Cossé Brissac, Museu Metropolità d'Art, Nova York
- Presumpte retrat de Clément Marot, Museu del Louvre
- Retrat del delfí Enric II de França, Galeria Estense de Mòdena.
- Retrat, Museu Thyssen-Bornemisza de Madrid.